# Liste der Seigneurs de Sercq
Der Seigneur de Sercq (heute gebräuchlicher englisch: Seigneur of Sark) ist das Oberhaupt der Kanalinsel Sark. Seigneur ist das französische Wort für „Herr“. Ein weibliches Oberhaupt wird Dame de Sercq genannt.
Das Amt des Seigneurs ist erblich. Es kann aber mit Erlaubnis des britischen Königs verkauft werden. Der Seigneur hat ein aufschiebendes Vetorecht und das Recht, die Inhaber vieler Ämter der Insel zu bestimmen. Siehe auch Sark – Politisches System.
Gesetzgebende Gewalt ist der Chief Pleas, eine Art Parlament. Jahrhundertelang in seiner Zusammensetzung ebenfalls durch den Feudalismus bestimmt, wird er heute nach einer 2008 gebilligten Gesetzesänderung komplett frei gewählt. Parallel zu diesem Reformprozess wurden auch bestimmte Privilegien des Seigneurs infrage gestellt und abgeschafft; die oben beschriebenen Grundkompetenzen des Amtes haben sich aber nicht verändert.
1. Hélier de Carteret (1563–1578)
2. Philippe de Carteret I. (1578–1594)
3. Philippe de Carteret II. (1594–1643)
4. Philippe de Carteret III. (1643–1663)
5. Philippe de Carteret IV. (1663–1693)
6. Charles de Carteret (1693–1715)
7. John Carteret (1715–1720)
8. John Johnson (1720–1723)
9. James Milner (1723–1730)
10. Susanne le Pelley (1730–1733)
11. Nicolas le Pelley (1733–1742)
12. Daniel le Pelley (1742–1752)
13. Pierre le Pelley I. (1752–1778)
14. Pierre le Pelley II. (1778–1820)
15. Pierre le Pelley III. (1820–1839)
16. Ernest le Pelley (1839–1849)
17. Pierre Carey le Pelley (1849–1852)
18. Marie Collings (1852–1853)
19. William Thomas Collings (1853–1882)
20. William Frederick Collings (1882–1927)
21. Sibyl Mary Hathaway (1927–1974, zusammen mit Robert W. Hathaway 1929–1954, eingeschränkt durch die deutsche Besetzung, s. u.)
22. John Michael Beaumont (1974–2016)
23. Christopher Beaumont (seit 2016)

Deutsche Vertreter (dem deutschen Kommandanten von Guernsey untergeordnet)
- Stefan Herdt (1940–1942)
- Johann Hinkel (1942–28. März 1943)
- ??? 1943–45

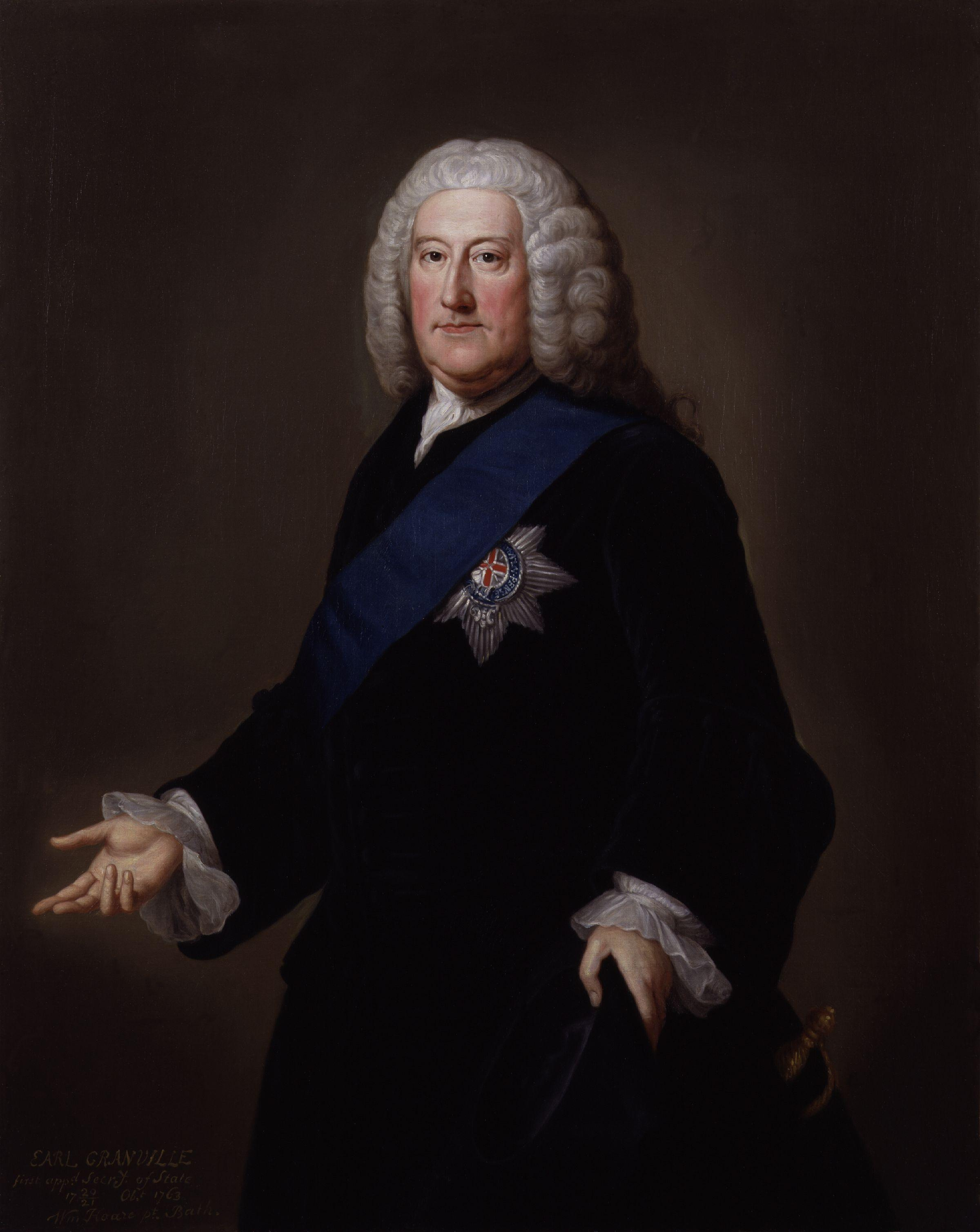
John Carteret (1715–1720)
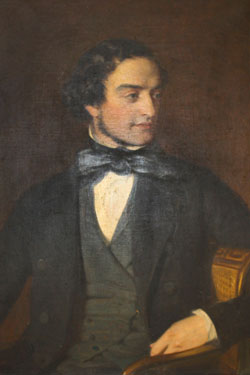
William Thomas Collings (1853–1882)
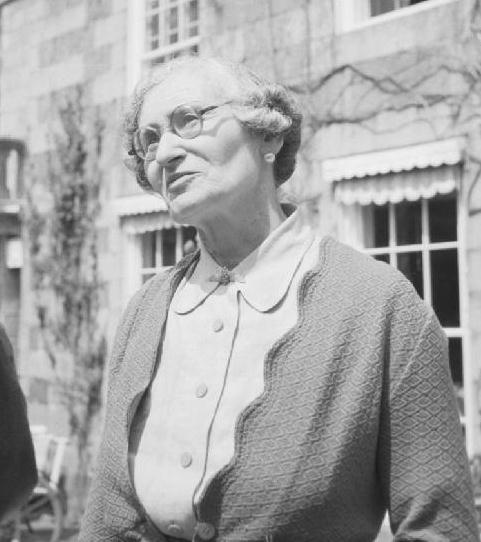
Sibyl Hathaway (1927–1974)
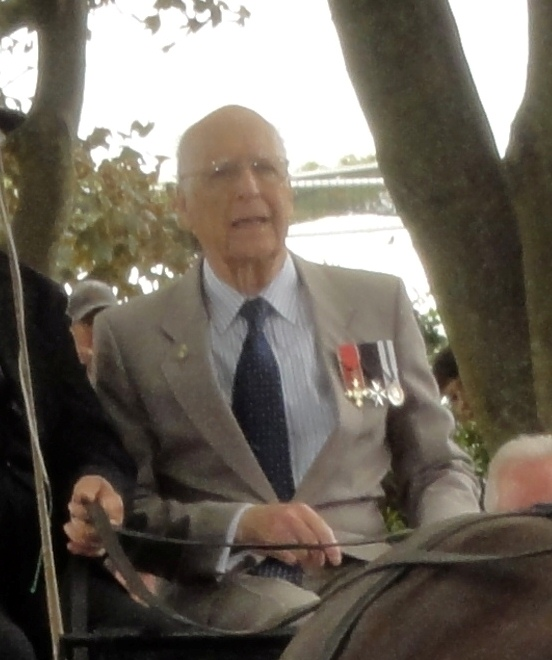
John Michael Beaumont (1974–2016)